# Kurt Mühlhäuser
Kurt Mühlhäuser (* 15. Dezember 1943 in Plochingen; † 18. April 2020 in München) war ein Münchner Kommunalpolitiker, Vorsitzender der Geschäftsführung der Stadtwerke München, Präsident der LG Stadtwerke München e. V., 1. Vorsitzender des Mietervereins München und SPD-Mitglied.

## Biografie
Der promovierte Jurist und Diplom-Kaufmann trat 1969 der SPD bei und war von 1972 bis 1974 im bayerischen Finanzministerium und von 1974 bis 1985 in der Münchner Stadtkämmerei tätig.
1973 zog Mühlhäuser mit seiner Frau Gisa Mühlhäuser-Lenzig ins Olympische Dorf von München, gründete dort den SPD-Ortsverein Milbertshofen-Olympiadorf und war Gründungsmitglied und Vorsitzender des Sportvereins SV-Olympiadorf sowie der LG Stadtwerke München e. V. 1973 initiierte er die kostenfreie SPD-Mieterberatung im SPD-Bürgerbüro in Schwabing und war Herausgeber der Münchner Mieterfibel.
Von 1978 bis zu seinem Wechsel zu den Stadtwerken war Mühlhäuser Mitarbeiter der SPD-Stadtratsfraktion.
Mühlhäuser arbeitete seit dem Jahr 1985 bei den Stadtwerken. Vom 1. November 1995 bis zum 31. Dezember 2012 war er Vorsitzender der Geschäftsführung und erhielt dafür 2008 ein Jahresgehalt von 400.000 Euro. Er sanierte die Stadtwerke München (SWM) und trieb die Wende zu erneuerbaren Energien voran, daher erhielt er den Spitznamen Mister Stadtwerke. Sein Nachfolger wurde der ehemalige Juso-Vorsitzende Florian Bieberbach.
Von 1986 bis 1995 war er 1. Vorsitzender des Mietervereins München e. V. und wurde 1997 zu dessen Ehrenvorsitzenden ernannt. Von 2007 bis 2019 unterstützte er den Verein weiter als Revisor.
2012 verletzte sich Mühlhäuser bei einem Skiunfall schwer.
Am 18. April 2020 verstarb Mühlhäuser nach langer Krankheit. Er hinterließ seine Ehefrau, zwei Töchter und drei Enkelkinder.

## Würdigungen
- 2009 wurde Mühlhäuser zum Energiemanager des Jahres 2009 gekürt.[12]